# Будинок на вулиці Соломії Крушельницької, 9 (Львів)
Будинок за адресою вулиця Соломії Крушельницької, 9 у Львові — багатоквартирний житловий триповерховий будинок частину приміщень якого займає дитячий садок. Пам'ятка архітектури місцевого значення номер 1081.Розташований будинок у периметральній забудові вулиці.

## Історія
Власником земельної ділянки на які стоїть будинок у 1890 році стає адвокат Владислав Балько та його дружина Ванда Марія Балько. Проект будинку розробив архітектор Міхал Ковальчук. Використовувався будинок як прибутковий. У 1904–1905 Міхал Кустанович проводить реконструкцію зі зміни плану, побудувавши новий флігель, будинок отримав сучасну П — подібну форму плану. Родина Балько була власниками будинку до кінця 1930-х років. Зараз у будинку окрім житлових квартир розміщений дитячий садок.

## Архітектура
Триповерховий цегляний будинок з високим цокольним поверхом, зведений у стилі пізнього неоренесансу. Симетричність фасаду порушена зміщеним вправо головним порталом входу, шатром з лівого краю на даху. Перший поверх рустований, вікна з профільованим обрамуванням. Перший поверх віддругого відділяє карниз з консолями. На рівні другого поверху по центру фасаду виступає балкон з металевою огорожею, на ліпних кронштейнах, вікна на поверсі з профільованим обрамуванням, завершені лінійним сандриком. Третій поверх підкреслений профільованим карнизом, вікна на поверсі з профільованим обрамуванням завершені лінійним сандриком, також на бічних частинах будинку на рівні поверху виступають малі балкони з металевою огорожею. Бічні частини будинку виділені пілястрами та лізенами. Завершений будинок карнизом оздобленим стюковими консолями.